# محمد القاهر بالله
أمِيرُ اَلْمُؤْمِنِين وَخَلِيفَةُ المُسْلِمِين أبُو مَنْصُور مُحَمَّد القاهِر بالله بن أحمَد المُعْتَضِد بن طَلحة المُوفَّق بن جَعْفَر المُتَوكِّل بن مُحَمَّد المُعْتَصِم (286 - 339 هـ / 899 - 950 م)، المعرُوف اختصارًا باسم القاهِر أو القاهِر بالله، هو الخليفة التَّاسِع عَشَر من خلفاء بَني العبَّاس.
حينما قتل المقتدر أحضر هو ومحمد بن المكتفي بالله، فسألوا ابن المكتفى أن يتولى الخلافة، فقال: لاحاجة لي في ذلك. وعمي هذا أحق بها، فكلم القاهر، فأجاب، فبويع، ولقب القاهر بالله. قال الصولي عنه: «كان أهوج، سفاكا للدماء، قبيح السيرة، كثير التلون والاستحالة». خلع من الخلافة بسبب سوء سيرته، فامتنع من الخلع، فسملوا عينيه في سنة 322 هـ. وتوفي في سنة 339 هـ.

## مميزات عهده
في عهده أُُمر بتحريم القيان والخمر، وقُبض على المغنيين، ونفي المخنثين وكسر آلات اللهو، وأمر ببيع المغنيات من الجواري، وكان مع ذلك لا يصحو من السكر ولا يفتر عن سماع الغناء.

## تولّيه الخلافة
لما قُتِل المقتدر بالله عزم مؤنس على تولية أبي العباس بن المقتدر بعد أبيه، فعدل عن ذلك جمهور من حضر من الأمراء، ثم أحضروا محمد بن المعتضد -وهو أخو المقتدر- ومحمد بن المكتفي، فسألوا ابن المكتفي أن يتولى، فقال: لا حاجة لي في ذلك: وعمي هذا أحق به، فكلموا محمد بن المعتضد، فأجاب فبايعه القضاة والأمراء والوزراء، ولقبوه بالقاهر بالله، وذلك في سحر يوم الخميس لليلتين بقيتا من شوال من سنة 319 هـ، واستوزر أبا علي بن مقلة، وتتبع أولاد المقتدر، وعذب أم المقتدر يريد مالها فماتت من التعذيب.

## أهم الوفيات في عهده
320 هـ:
- أبو علي بن خيزران الفقيه الشافعي، أحد أئمة المذاهب.
- القاضي أبو عمر المالكي محمد بن يوسف، أحمد أئمة الإسلام علما ومعرفة وفصاحة وبلاغة وعقلاً ورياسة.

321 هـ:
- أبو جعفر الطحاوي أحمد بن محمد الفقيه الحنفي صاحب المصنفات الكثيرة.
- ابن دريد الأسدي أبو بكر أحمد بن الحسن اللغوي النحوي الشاعر صاحب القصيدة المعروفة بـ مقصورة ابن دريد .

## وصلات خارجية
- إسلام أون لاين.